# Россеева, Ольга Александровна
Ольга Александровна Россеева (род. 1 августа 1981 года) — российская легкоатлетка. Мастер спорта России международного класса. Двукратная чемпионка России (2001, 2007).

## Биография
Ольга Александровна Россеева родилась 1 августа 1981 года в деревне Синьял-Чурино Красноармейского района Чувашии. Воспитанница СДЮСШОР № 1 и Центра спортивной подготовки Минспорта Чувашии. Окончила училище Олимпийского резерва в Чебоксарах.
Тренировалась под руководством сначала В. С. Семёнова, а затем — Н. А. Захарова. Чемпионка Европы среди юниоров 1999 года. Дважды выигрывала марафон в Цюрихе (2009, 2010).

## Основные результаты

### Международные
| Год  | Соревнования                   | Место проведения     | Дисциплина | Место | Результат |
| ---- | ------------------------------ | -------------------- | ---------- | ----- | --------- |
| 1999 | Чемпионат Европы среди юниоров | Рига, Латвия         | 3000 м     | 1     | 9:07,79   |
| 2001 | Универсиада                    | Пекин, Китай         | 1500 м     | 6     | 4:12,53   |
| 2005 | Чемпионат мира по кроссу       | Сен-Гальмье, Франция | 4,196 км   | 62    | 14:48     |

### Национальные
| Год  | Соревнования               | Место проведения | Дисциплина | Место | Результат |
| ---- | -------------------------- | ---------------- | ---------- | ----- | --------- |
| 2001 | Чемпионат России           | Тула             | 5000 м     | 1     | 15:35,83  |
| 2007 | Чемпионат России по кроссу | Жуковский        | кросс 6 км | 1     | 19:20     |